# Список маркграфів лужицьких
Лужицька марка (також маркграфство Лаузіц, марка Лаузіц) — феодальне утворення у Священній Римській Імперії. Була утворена у 965 внаслідок розділу Саксонської Східної марки. Лужицька марка управлялася різними німецькими династіями. Влада над регіоном оспорювалася слов'янськими правителями.

## Передісторія
Спочатку землі управлялися лужицькими князями, а у X столітті ними правил Геро. Після його смерті у Лужиці з'явилися самостійні правителі.

## Маркграфи Саксонської Східної марки (Лужицької марки)
- 965–993 Одо I (Ходо I, Годо I, Оттон I) помер у 993.
- 993–1002 Геро Лужицкий (пом. 1015) у 1002 втратив східну частину.

| Західна частина - 1002–1015 Геро Лужицкий (пом. 1015) - 1015–1030 Тітмар (Дітмар). - 1030–1031 Одо II (пом. 1032). |  | Східна частина - 1002–1025 Болеслав I, король Польщі. - 1025–1031 Мешко II, король Польщі. - 1031–1032 Одо II (пом. 1032). |

- 1032–1034 Дітріх I (бл. 990 — 19 листопада 1034) граф Айленбург з 1017, граф у гау Сіусулі і у Північному Гассегау з 1021, маркграф Саксонської Східної марки (лужицької марки) з 1032.
- 1034–1046 Еккехард II (пом.. 24 січня 1046), маркграф Майсенський та граф Хутіці з 1032, маркграф Саксонської Східної марки з 1034. Син Еккехарда I і Сванехільди.
- 1046–1069 Деді I (бл. 1010 — жовтень 1075) — граф Айленбург і гау Сіусулі з 1034, маркграф Саксонської Східної марки у 1046–1069, 1069–1075, граф у Південному Швабенгау у 1046–1068. Старший син Дітріха II і Матільди Майсенської.
- 1069–1069 Деді II (бл. 1040 — до 26 жовтня 1069) — маркграф Лужицької марки з 1069, старший син Деді II.
- 1069–1075 Деді I (знову).
- 1076–1081 Вратислав II (1035 — 14 січня 1092) — чеський князь з 1061 і король з 1086, маркграф Східної марки у 1081–1085.

### Династія Веттінів
- 1081–1103 Генріх I (бл. 1070–1103) граф Айленбург з 1075, маркграф Лужицький з 1081, маркграф Майсенський з 1089. Син графа Деді I Веттін від другого шлюбу з Адель Лувенською.
- 1103–1123 Генріх II (бл. 1103/1104 — осінь 1123) — граф Айленбург, маркграф Лужицької та Майсенської марок з 1103/1104, син маркграфа Генріх I і Гертруди Брауншвейгської.

## Поділ на Нижню та Верхню Лужицю
| Нижня Лужиця - 1123–1124 Віпрехт фон Гройч (1050 — 22 травня 1124) — маркграф Нижньої Лужиці та Майсенський з 1123. Зять Вратіслава II Чеського. - 1124–1131 Альбрехт Ведмідь (бл. 1100 — 18 листопада 1170) — граф Балленштедт у 1123–1170, маркграф Нижньої Лужиці з 1124–1131, маркграф Північної марки у 1134–1157, граф Веймар-Орламюнде близько 1134–1170, герцог Саксонії у 1138–1142, маркграф Бранденбурга у 1157–1170. Зять Германа I фон Вінценбурга. - 1131–1135 Генріх III фон Гройч (пом. 1135) — син Віпрехта. |  | Верхня Лужиця - 1117–1122 Герман I фон Вінценбург (бл. 1050/1066 — 1122) — граф фон Рейнхаузен-Вінценбург з 1109, граф фон Радельберг, ландграф Тюрінгії з 1111/1112, маркграф Верхньої Лужиці з 1117. - 1122–1130 Герман II фон Вінценбург (бл. 1110 — 29/30 січня 1152), граф фон Вінценбург 1122–1130, 1144–1152, ландграф Тюрінгії 1122–1130, маркграф Майсена у 1124–1130, пфальцграф Саксонії у 1129–1130, маркграф Верхньої Лужиці у 1122–1130. - у 1144–1158 правили Веттіни, у 1158–1231 — до Богемії, у 1253–1378 — до Бранденбургу. - династія Сілезьких П'ястів: - 1319–1337 Генріх I Яворський - 1364–1368 Болко ІІ Малий - З 1378 — у володінні Люксембургів. |

## Нижня Лужиця

### ДинастіяВеттинів
- 1136–1157 Конрад I Великий (бл. 1097 — 5 лютого 1157) — граф Айленбург у 1123–1156, маркграф Майсена у 1123–1156, лужицької марки у 1136–1156. Онук Дітріха I Лужицького.
- 1156–1185 Дітріх II (1125 — 9 лютого 1185), граф Айленбургський, маркграф Нижньої Лужиці, маркграф Ландсберга з 1156. Син Конрада Великого.
- 1185–1190 Деді III (1130 — 16 серпня 1190) — Маркграф Нижньої Лужиці, Ландсберга, граф Айленбургський. Син Конрада Великого.
- 1190–1210 Конрад II (13 вересня 1159 — 6 грудня 1210) — з 1190 граф Айленбургський, маркграф Нижньої Лужиці, з 1207 граф Гройтч. Син Деді III.
- 1210–1221 Дітріх III Пригнічений — (11 березня 1162 — 18 січня 1221) — маркграф Майсенський з 1198, Нижньої Лужиці з 1210. Онук Конрада Великого.
- 1221–1288 Генріх IV Ясновельможний (21 травня/23 вересня 1218 — 15 лютого 1288) — маркграф Майсенський та Нижньої Лужиці з 1221, ландграф Тюрінгії та пфальцграф Саксонії з 1247. Син Дітріха Пригніченого.
- 1288–1291 Фрідріх Тута (1269 — 16 серпня 1291) — маркграф Ландсберга з 1285, маркграф Нижньої Лужиці з 1288.
- 1288–1303 Дітріх IV (1260 — 10 грудня 1307) — маркграф Майсен з 1293, маркграф Нижньої Лужиці у 1293–1304, ландграф Тюрінгії з 1298. Двоюрідний брат Фрідріха Тути.

### Асканії та Віттельсбахи
Дітріх IV продав Нижню Лужицю у 1303 бранденбурзьким Асканіям. Після вимирання бранденбургських Асканіїв у 1319, частини Лужицької марки дісталися Рудольфу I курфюрстові Саксонському та Генріху Яворському, а основну частину отримали у 1323–1328 Віттельсбахи. Їх представник Людовик Баварський був імператором, а також був пов'язаний спорідненістю з Бранденбурзькими Асканіями. У 1368 Отто Віттельсбах продав Верхню Лужицю імператору Карлу.
- 1303 — 1308 Оттон I (бл. 1238 — 27 листопада 1308) — маркграф Бранденбургу з 1266, маркграф Нижньої Лужиці з 1303. Правнук Конрада II Нижньолужицького.
- 1308 — 1319 Вальдемар (бл. 1280 — 14 серпня 1319) — маркграф Бранденбургу та Нижньої Лужиці з 1308. Син Оттона I.
- 1319 — 1323 Людвіг I (1281/1282 — 11 жовтня 1347) — герцог Баварії з 1294, король Німеччини з 20 жовтня 1314, імператор Священної Римської імперії з 17 січня 1328, пфальцграф Рейнський у 1319–1329, маркграф Бранденбургу та Нижньої Лужиці у 1319–1323, граф Геннегау, Голландії, Зеландії у 1345–1347.
- 1323 — 1351 Людвіг II (травень 1315 — 18 вересня 1361) — герцог Баварії з 1347, маркграф Бранденбургу та Нижньої Лужиці у 1323–1351, граф Тіролю з 1342.
- 1351 — 1365 Людвіг III (1328–1365) — герцог Баварії з 1347, маркграф Бранденбургу та Нижньої Лужиці з 1351.
- 1365 — 1367 Оттон II (1346 — 13 листопада 1379) — герцог Баварії у 1347–1351, маркграф Бранденбургу у 1351–1373 і Нижньої Лужиці у 1351–1367.

## Лужиця у складіземель Богемської корони
Чеський король та імператор Священної Римської імперії Карл I придбав різні частини Лужиці та включив їх у земель богемської корони, де вони залишалися аж до Тридцятилітньої війни.
- 1367 — 1378 Карл I (1316 — 29 листопада 1378)
- 1378 — 1419 Вацлав I (26 лютого 1361 — 16 серпня 1419)
- 1420 — 1437 Сигізмунд (15 лютого 1368 — 9 грудня 1437)

Династія Габсбургів
- 1438 — 1439 Альбрехт (16 серпня 1397 — 27 жовтня 1439)
- 1440 — 1457 Ладіслав Постум (22 лютого 1440 — 23 листопада 1457)

- 1458 — 1471 Їржі з Подебрад (23 квітня 1420 — 22 березня 1471)
- 1469 — 1490 Матвій Корвін (23 лютого 1443 — 6 квітня 1490)

Династія Яґелонів
- 1471 — 1516 Владислав II Ягеллончик (1 березня 1456 — 13 березня 1516)
  - 1504 — 1506 Сигізмунд Старий (намісник)
- 1516 — 1526 Людовик IV (1 липня 1506 — 29 серпня 1526)

Династія Габсбургів
- 1526 — 1564 Фердинанд I (10 березня 1503 — 25 липня 1564)
- 1564 — 1576 Максиміліан (31 липня 1527 — 12 жовтня 1576)
- 1576 — 1611 Рудольф (18 липня 1552 — 20 січня 1612)
- 1611 — 1619 Маттіас (24 лютого 1557 — 20 березня 1619)
- 1619 — 1620 Фрідріх II Зимовий король (26 серпня 1596 — 29 листопада 1632)
- 1620 — 1635 Фердинанд II (9 липня 1578 — 15 лютого 1637)

## Під владою Саксонських курфюрстів
Після Тридцятилітньої війни Лужицю передали Саксонії, де вона залишалася самостійною областю.
- 1635 — 1656 Йоганн-Георг I (1585–1656)
- 1656 — 1680 Йоганн Георг II (1613–1680)
- 1680 — 1691 Йоганн-Георг III (1647–1691)
- 1691 — 1694 Йоганн-Георг IV (1668–1694)
- 1694 — 1733 Фрідріх Август I Сильний (1670–1733), також король Речі Посполитої
- 1733 — 1763 Фрідріх Август II (1696–1763), також король Речі Посполитої
- 1763 — Фрідріх Крістіан (1722–1763)
- 1763 — 1768 Франц Ксаверій (1730–1806)
- 1768 — 1806 Фрідріх Август III (1750–1827)

Після Наполеонівських воєн Лужицьке маркграфство було скасовано. Нижня Лужиця та частина Верхньої Лужиці рішенням Віденського конгресу 1815 приєдналися до королівства Пруссія.